# أوسكار ريتر
أوسكار ريتر (بالألمانية: Oskar Ritter)‏ (30 سبتمبر 1901 بهامبورغ في ألمانيا - 5 مارس 1985) هو لاعب كرة قدم ألماني في مركز الهجوم. شارك مع منتخب ألمانيا لكرة القدم. أما مع النوادي، فقد لعب مع هولشتاين كيل.

## وصلات خارجية
- أوسكار ريتر على موقع قاعدة بيانات كرة القدم.إي يو (الإنجليزية)
- أوسكار ريتر على موقع ناشيونال فوتبول تيمز (الإنجليزية)
- أوسكار ريتر على موقع عالم كرة القدم.نت (الإنجليزية)